# Mitrella austrina
Mitrella austrina is een slakkensoort uit de familie van de Columbellidae. De wetenschappelijke naam van de soort is voor het eerst geldig gepubliceerd in 1851 door John Samuel Gaskoin.